# Municipio de Eagle Mills
El municipio de Eagle Mills (en inglés: Eagle Mills Township) es un municipio ubicado en el  condado de Iredell en el estado estadounidense de Carolina del Norte. En el año 2010 tenía una población de 1.912 habitantes.

## Geografía
El municipio de Eagle Mills se encuentra ubicado en las coordenadas 36°0′45.49″N 80°46′6.24″O / 36.0126361, -80.7684000.